# Molgula lutulenta
Molgula lutulenta is een zakpijpensoort uit de familie van de Molgulidae. De wetenschappelijke naam van de soort is voor het eerst geldig gepubliceerd in 1923 door Herdman.